# Aporia hippia
Aporia hippia là một loài bướm ngày thuộc họ Pieridae. Loài này có ở Amur region, Ussuri, Hàn Quốc và Nhật Bản.
Sải cánh dài 30–42 mm.
Ấu trùng ăn Berberis species, bao gồm Berberis amurensis và Berberis thunbergi.

## Phụ loài
- Aporia hippia hippia
- Aporia hippia occidentalis (Transbaikalia)
- Aporia hippia japonica (Japan)
- Aporia hippia taupingi
- Aporia hippia thibetana